# 7618 Gotoyukichi
7618 Gotoyukichi è un asteroide della fascia principale. Scoperto nel 1997, presenta un'orbita caratterizzata da un semiasse maggiore pari a 2,7391050 UA e da un'eccentricità di 0,1146895, inclinata di 1,73140° rispetto all'eclittica.